# Championnat du Cambodge de football 2009
Navigation
Saison précédente Saison suivante
La saison 2009 du Championnat du Cambodge de football est la vingt-cinquième édition du championnat national de première division au Cambodge. Les dix meilleurs clubs du pays sont regroupés au sein d'une poule unique et s'affrontent deux fois au cours de la compétition, à domicile et à l'extérieur. En fin de saison, les quatre premiers du classement jouent la phase finale pour le titre tandis que les deux derniers sont relégués et remplacés par les deux meilleurs clubs de deuxième division.
C'est le club de Nagacorp FC qui remporte la compétition cette saison après avoir battu Khemara Keila FC lors de la finale nationale. C'est le second titre de champion du Cambodge de l'histoire du club, après celui remporté en 2007. 

## Les clubs participants
| - Build Bright United - Khemara Keila FC - Post-Tel FC - Nagacorp FC - Preah Khan Reach | - Kirivong Sok Sen Chey - Phuchung Neak - Spark FC - Promu de D2 - Phnom Penh Crown - National Defense Ministry FC |

## Compétition

### Classement
Le classement est établi sur le barème de points classique (victoire à 3 points, match nul à 1, défaite à 0).
Pour départager les égalités, on tient d'abord compte de la différence de buts générale, puis du nombre de buts marqués, puis des confrontations directes
| Rang | Équipe                       | Pts | J  | G  | N | P  | Bp | Bc | Diff |
| ---- | ---------------------------- | --- | -- | -- | - | -- | -- | -- | ---- |
| 1    | Phnom Penh Crown'T'C         | 42  | 18 | 13 | 3 | 2  | 44 | 22 | +22  |
| 2    | Preah Khan Reach             | 36  | 18 | 11 | 3 | 4  | 37 | 21 | +16  |
| 3    | Khemara Keila FC             | 35  | 18 | 10 | 5 | 3  | 40 | 21 | +19  |
| 4    | Nagacorp FC                  | 33  | 18 | 10 | 3 | 5  | 44 | 26 | +18  |
| 5    | Kirivong Sok Sen Chey        | 24  | 18 | 7  | 3 | 8  | 34 | 36 | -2   |
| 6    | National Defense Ministry FC | 24  | 18 | 6  | 6 | 6  | 22 | 26 | -4   |
| 7    | Build Bright United          | 22  | 18 | 6  | 4 | 8  | 27 | 35 | -8   |
| 8    | Spark FCP                    | 21  | 18 | 5  | 6 | 7  | 30 | 37 | -7   |
| 9    | Post-Tel FC                  | 11  | 18 | 3  | 2 | 13 | 16 | 41 | -25  |
| 10   | Phuchung Neak                | 3   | 18 | 0  | 3 | 15 | 17 | 46 | -29  |

|  | Qualification pour la phase finale                                                       |
|  | Relégation directe en deuxième division                                                  |
|  | T : Tenant du titre C : Vainqueur de la Coupe du Cambodge P : Promu de deuxième division |

### Phase finale

#### Demi-finales
| 12 septembre 2009 | Phnom Penh Crown | 0 - 2 | Nagacorp FC                  |  |
|                   |                  |       | 43e, 81e Oladiji N. Olatunde |  |

| 12 septembre 2009 | Preah Khan Reach | 0 - 2 | Khemara Keila FC                                |  |
|                   |                  |       | 16e Okonkwo Sunday Patrick · 83e Nwakuna Friday |  |

#### Finale
| 26 septembre 2009 | Nagacorp FC                       | 2 - 1 ap | Khemara Keila FC |  |  |
|                   | Okonkwo Sunday Patrick 102e, 114e |          | 120e Kao Ravuth  |  |  |

## Bilan de la saison
| Championnat du Cambodge de football 2009                             |                        |
| Champion                                                             | Nagacorp FC (2e titre) |
| Coupes et trophées                                                   |                        |
| Vainqueur de la Coupe du Cambodge 2009                               | Phnom Penh Empire      |
| Qualifications continentales                                         |                        |
| Coupe du président de l'AFC 2010                                     | Nagacorp FC            |
| Promotions et relégations                                            |                        |
| Promus en Championnat du Cambodge de football                        | Prek Pra Keila         |
| Promus en Championnat du Cambodge de football                        | Chhma Khmao Svay Rieng |
| Relégués en Championnat du Cambodge de football de deuxième division | Post-Tel FC            |
| Relégués en Championnat du Cambodge de football de deuxième division | Phuchung Neak          |